# Ruzaigh Gamildien
Ruzaigh Gamildien (Città del Capo, 4 aprile 1989) è un calciatore sudafricano, attaccante del Durban City.

## Carriera

### Club
Cresciuto nelle giovanili del Santos Cape Town, nel 2010 si trasferisce al Milano United, con il quale esordisce nella lega sudafricana.
Nel 2022 si trasferisce al Royal AM.

### Nazionale
Ha esordito con la nazionale sudafricana il 10 settembre 2013 nella gara amichevole persa 1-2 contro la nazionale zimbabwese.

## Palmarès

### Club

#### Competizioni nazionali
- MTN 8: 1

Ajax Cape Town: 2015-2016